# 君士坦丁堡城牆
君士坦丁堡城牆（土耳其語：İstanbul Surları）是一道圍繞並保護君士坦丁堡（今土耳其伊斯坦堡）的石牆:10，城牆自羅馬帝國君士坦丁大帝建都以來已存在:4-5。君士坦丁堡城牆經歷過無數的加建及修補，是現存的古代要塞體系，也是世上最複雜及最精密的要塞體系之一。
城牆最初是在君士坦丁一世在位時興建，全方位地環繞著新都，防禦來自陸路及海路的攻擊。隨著城市擴張，一道被稱為狄奧多西的新城牆在五世紀動工興建:110。雖然城牆的某些部分略欠精巧，在部署得當的情況下，君士坦丁堡城牆在任何中世紀時代的圍攻下都堅不可破，有效地在阿瓦爾人、阿拉伯人、羅斯人、保加利亞人等的圍攻下保護君士坦丁堡及拜占庭帝國。直至攻城火炮的出現，使得君士坦丁堡城牆不再是神話般難以攻破。1453年5月29日，鄂圖曼帝國攻陷君士坦丁堡，城市失陷据称是因為鄂圖曼帝國軍队打通了其中一道城門，并非城牆被突破。
在鄂圖曼帝國統治時期，君士坦丁堡城牆大抵都能維持原狀。直至十九世紀，城市的發展已超出中世紀時的城界，部分城牆被移除。縱使君士坦丁堡城牆在此後日久失修，城牆的許多部分至今依然屹立。1980年代，一個大規模的復原計劃開始啟動，使遊客能夠鑑賞其原貌:60。

## 陸牆

### 拜占庭城牆
君士坦丁堡最早的防禦工事建於前7世紀，當時由拜占斯領導、來自墨伽拉的希臘殖民者建立了拜占庭，當時的拜占庭只有一座城堡和少量城防設施。在古代羅馬時期，拜占庭雖然是繁榮的貿易場所，但重要性不及後來。在羅馬皇帝塞普蒂米烏斯·塞維魯與佩森尼爾斯·奈哲爾（Pescennius Niger）爆發內戰期間，奈哲爾被塞維魯的軍隊圍困在拜占庭達三年之久，拜占庭的重要性才越發顯著。塞維魯在得到這個教訓後拆除了拜占庭的城牆，並削減拜占庭的地位。不過，他意識到這個城市在戰略上的重要性，重建了拜占庭，並增添了許多紀念性建築物（包括競技場）及全新的城牆，擴大城市面積。目前有關塞維魯在位時所建的那道城牆的資料不詳，只知道城牆所在的大概位置，其主城門大約在後來建成的君士坦丁廣場稍前的位置。

### 君士坦丁城牆
君士坦丁一世將羅馬帝國的首都遷至拜占庭，命名拜占庭為君士坦丁堡（即「君士坦丁之城」）。他在塞維魯城牆以西的2.8公里建造一道城牆，大大地擴大了城市的範圍:70。君士坦丁城牆是單面牆，在一定距離設城樓，建造時間始於324年，在君士坦提烏斯二世在位時完工。城牆的大致路徑已知，由金角灣海牆的普拉蒂亞城門至普羅潘提斯城牆聖阿米尼林斯城門為止。這道城牆在拜占庭帝國時期都存在，後來這道城牆的防禦作用被狄奧多西城牆取代。查士丁尼一世登基時，君士坦丁城牆的黃金城門依然健在，直至拜占庭亡國後被1509年的一次地震摧毀。拜占庭學者赫里索洛拉斯形容黃金城門為「宏大大理石建築的一個高聳的缺口」，城門附近有拱廊。在早年，城門還樹立著一些雕像，包括君士坦丁的雕像，但在740年的地震被破壞。在拜占庭帝國統治後期，一幅十字架的畫像被置在城門上，因此黃金城門在奧斯曼時代被稱為伊薩卡皮，「耶穌之門」。
早在五世紀，君士坦丁堡的城市發展已超出君士坦丁城牆，那些溢出城牆的地帶被稱為伊桑基安尼安。

### 狄奧多西城牆

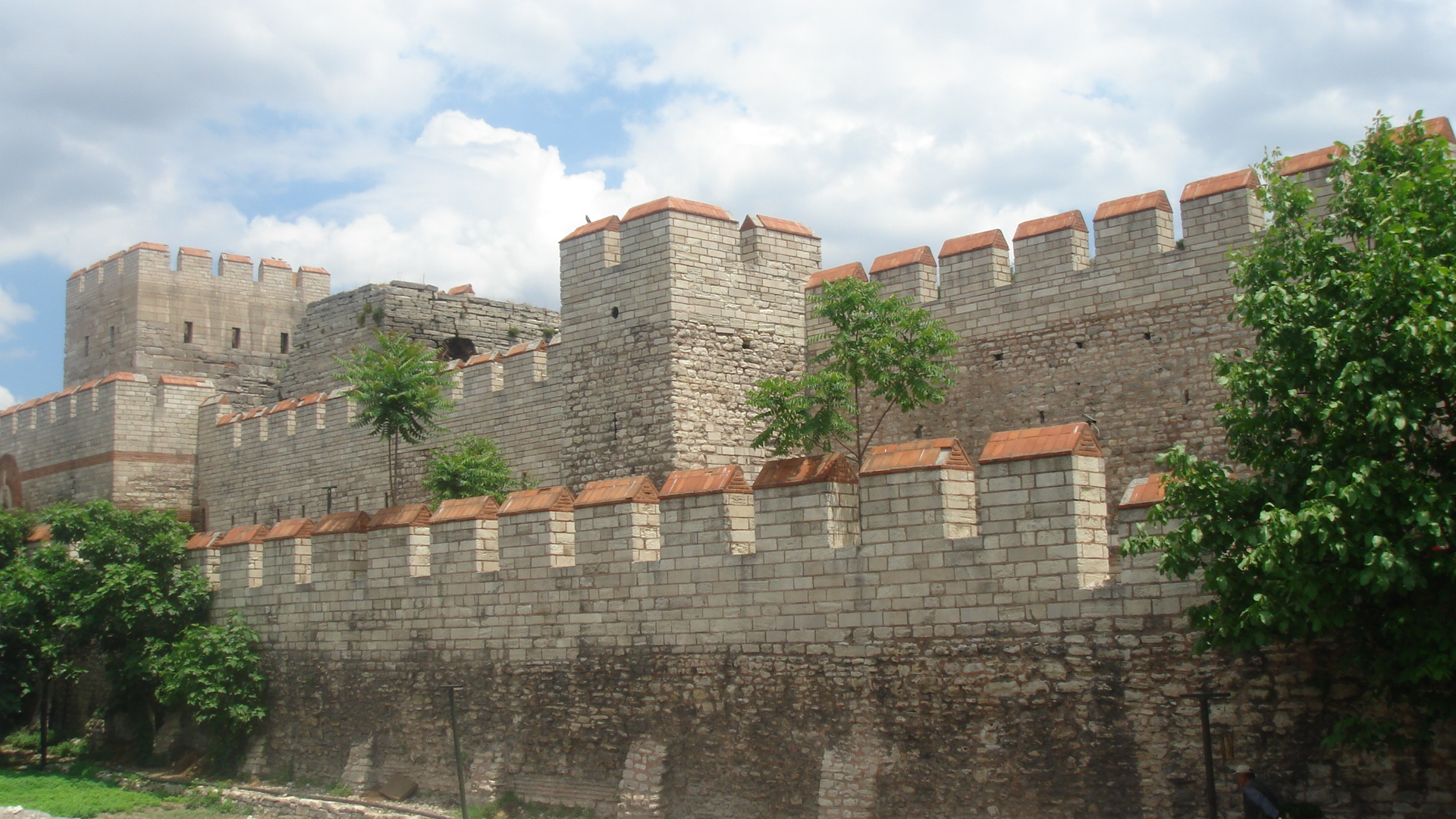
狄奧多西城牆塞律姆布里亞城門處的復原部分，外城牆及內牆都清晰可見，輔有內牆的城樓

狄奧多西城牆又稱提奧多西城牆，408年，在羅馬皇帝狄奧多西二世統治下，新城牆的建築工程於君士坦丁堡城牆外的色雷斯平原展開 ，位置大約在舊城牆以西的1500米，由馬爾馬拉海延伸至金角灣的布雷契耐（Blachernae），總長度為5630米。儘管城牆開始動工時，狄奧多西二世年僅七歲，城牆還是被命名為狄奧多西城牆（希臘語：Theodosianon Teichos）。工程在東方禁衛軍統領安提莫斯的監督下進行，在413年完工:71。城牆由南至北長約5.5公里，在馬爾馬拉海的大理石塔向布雷契耐伸延，止於波菲羅根尼蒂斯宮（Palace of the Porphyrogenitus），後來連接著布雷契耐的城牆。447年，一次強烈的地震破壞了大部分城牆:202，當時君士坦丁堡受到阿提拉的威脅，狄奧多西二世遂命城市長官弗拉菲烏斯·托羅斯·塞琉古·賽勒斯（Flavius Taurus Seleucus Cyrus）指揮緊急修復工程，賽勒斯雇用城市理事協助，在六十天內完成修復。這在梅烏拉那城門上的希臘語及拉丁語題銘上得到證實。與此同時，在狄奧多西城牆外面又被加築一道外牆，並在外牆前挖出一條寬闊的溝。

#### 建造
狄奧多西城牆被建成雙層城牆，毗鄰水溝。內牆以堅固的結構組成，牆厚5米，高12米，外表是經過精心切割的石灰岩塊，城牆核心則是以石灰及碎磚壓成的灰泥。大約有七至十一條磚帶橫過結構，每條磚帶厚約40厘米，這些磚帶不僅是用作裝飾，還透過束緊岩面與核心來增強結構的內聚力，並可增強城牆對地震的抵抗力。狄奧多西城牆共有96座城樓，主要都是方形，也有八角及六角形，高18-20米，城樓的間距是55米:202-203。每座城樓的頂部也有城垜。城樓內部分為兩層，底層通往城內，用作儲物，上層可經城牆走道進入，設有窗戶以供暸望及投射之用，可利用斜梯登上城牆:12-13。

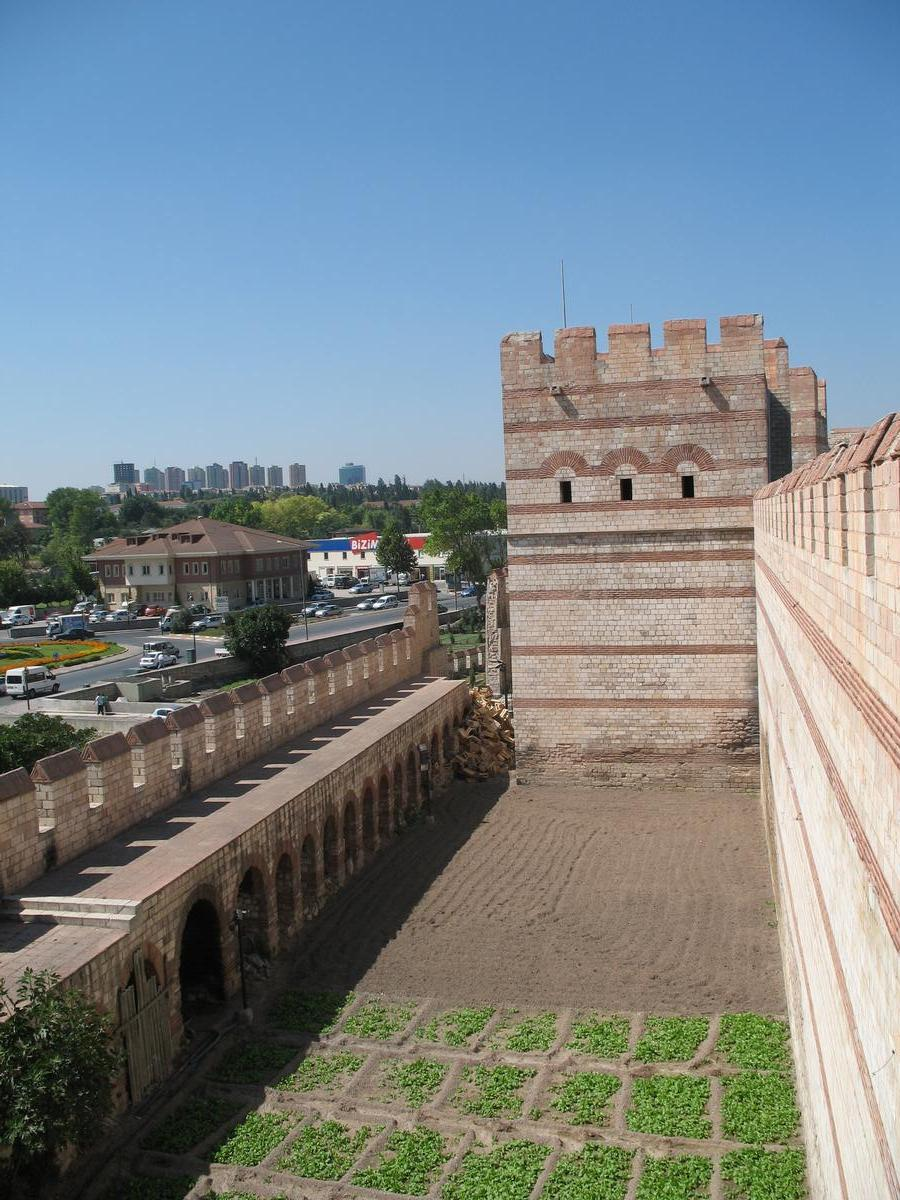
內牆與外牆之間的間隙

外牆與內牆之間的距離有15-20米，兩牆之間的間隙被稱為外城台:13。外牆底部厚2米，在連接外城台處有一些拱形的房間，上方是城垜走道，外牆高約8.5米:326。從城內可經主城門或內牆底層的後間到達外牆。外牆同樣有96座城樓，呈方形或新月形，正好處於內牆城樓間距的中間，起著輔助內牆城樓的作用。連接外城台的房間有窗戶，下方有後門，通往外台。外牆的防禦力驚人，在1422年及1453年的圍城戰裡，拜占庭帝國及其盟友的兵力不足以守護兩層城牆，於是集中兵力死守外牆:13。
護城河與外牆的距離約為15米，形成內城台，內城台有一條沿著城牆延伸的道路。護城河闊20米，水深10米:203，河內側有一道高1.5米、有射擊口的牆壁，這是君士坦丁堡的第一道防線。

#### 城門
城牆共有八道主要的城門及大量的後門，一些主要的城門可通往護城河的橋樑，次要的城門被稱為軍用城門，通往城牆外。值得注意的是，這種區分很可能只是史學的習慣，另外，有證據顯示有些次要的城門也曾經用作民用交通:74-75，而這種民用與軍用城門的區分也受到質疑:15。
對於當中幾道城門的辨認仍存在爭議，因為拜占庭編年史家所提供的城門名稱多於城門的數量，而且還有一些不準確的考古資料。城門由南至北按次序排列為

##### 黃金城門
黃金城門（希臘語：Χρυσεία Πύλη、拉丁語：Porta Aurea、土耳其語：Altınkapı、Yaldızlıkapı）是君士坦丁堡的主要出入口，有時會用作凱旋式慶典，直至科穆寧時期，此後，唯一一次的凱旋式慶典是1261年8月15日米海爾八世重新征服拉丁帝國後進城:153。
黃金城門本來是凱旋門，在約388年狄奧多西一世統治時落成，以慶祝戰勝馬格努斯·馬克西穆斯（Magnus Maximus）:204。在黃金城門落成時，它並不屬於君士坦丁堡城牆的一部分，跨立於埃格纳提亚大道。黃金城門的建築精巧，由大型大理石方塊在不用水泥的情況湊合而成，擁有三個拱形結構，有大量的雕刻，包括頂上的青銅雙輪戰車雕刻，該戰車由大象拉動，仿傚羅馬的凱旋城門。城門原本鍍上了黃金，這亦是黃金城門名字的由來。965年，尼基弗鲁斯二世以摩普綏提亞（Mopsuestia）的銅制城門取代原本的鍍金城門。
黃金城門後來併入狄奧多西城牆，加設外城門，這道外城門的兩側在後來連接著兩層的大理石浮雕。根據十七世紀英國旅客的描述，這些浮雕顯示出神話景象。這些浮雕在十七世紀已失落，可能被用作建造凱旋門。據其他的描述所說，外城門的頂部有維多利亞的雕像，被冠以王冠。
鄂圖曼帝國征服君士坦丁堡後，耶迪庫勒堡壘聳立在黃金城門建築群的後方。由於黃金城門經常都保持關閉，堡壘落成後遂打通一道後門（11號與12號城樓之間），以供日常交通往來之用。基輔羅斯效法黃金城門，分別於基輔及弗米基米爾建造同名的城門。

##### 第二軍用城門

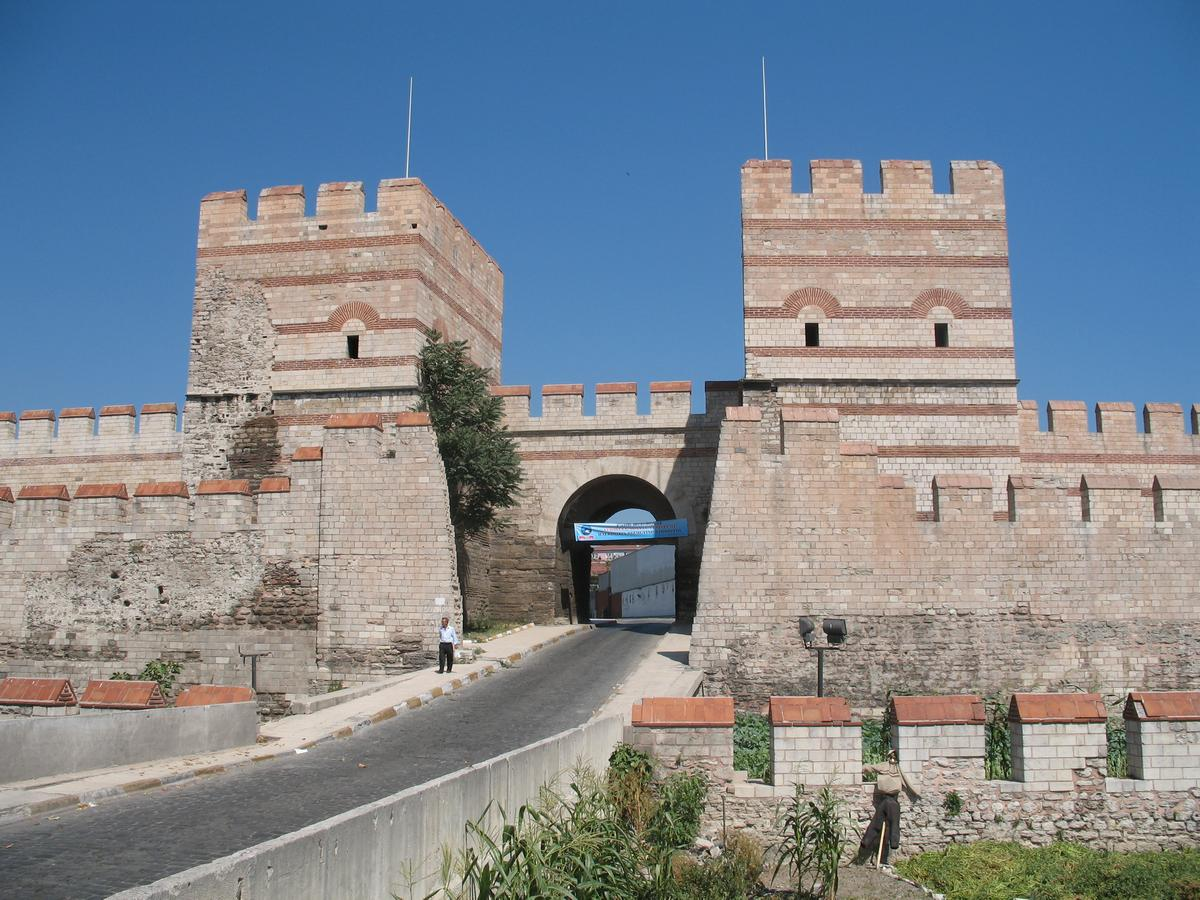
第二軍用城門

第二軍用城門位於22號與23號城樓之間，通往城牆外一個木制的劇場。第二軍用城門現今被稱為貝爾格萊德城門，因蘇丹蘇萊曼一世在1521年征服了貝爾格萊德後在這裡安置了一批塞爾維亞工匠:127。據歷史學家尼西塔斯·卓尼亞鐵斯的說法，在1189年，羅馬皇帝伊薩克二世用牆隔開這道城門，因為根據預言所說，神聖羅馬帝國的腓特烈一世會通過這道城門進入君士坦丁堡:222。第二軍用城門在1346年重啟:558，但在1453年圍城戰之時再度被關閉，一直至1886年。

##### 泉源之門

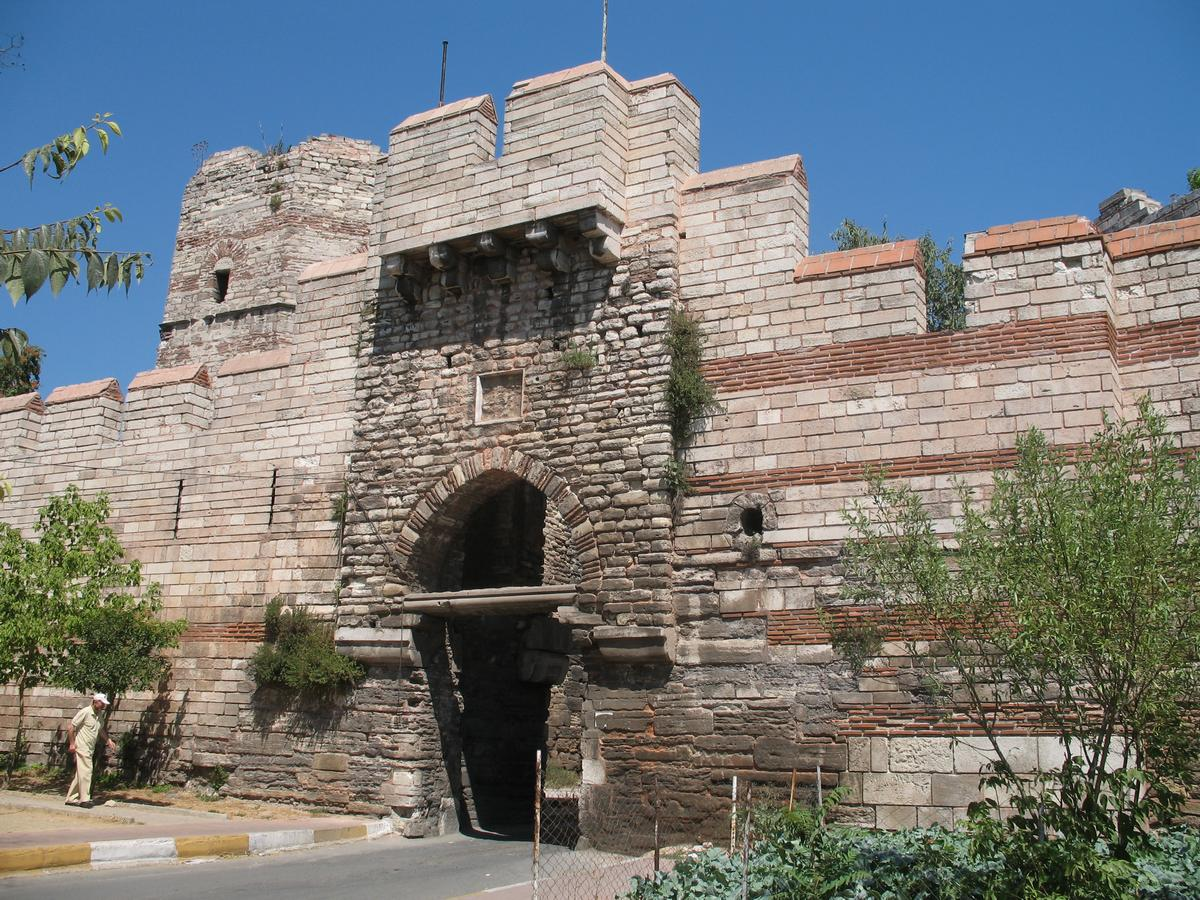
泉源之門

城牆外一所名為泉水诞神女修道院的教堂使這道城門被命名為泉源之門，泉水誕神女修道院位於當今巴魯克爾的近郊地區。泉源之門又名米蘭迪亞斯之門，因一條起自米蘭迪亞斯的古老道路經泉源之門進入城內。土耳其語稱泉源之門為希呂姆波里安之門，城門位置35號與36號城樓之間，在後拜占庭時期經過重建，門拱在鄂圖曼帝國統治時期被更換過:64。
1261年7月25日，尼西亞帝國的阿莱克修斯·斯特拉特戈普洛斯將軍經泉源之門重奪君士坦丁堡:128。

##### 第三軍用城門
第三軍用城門緊接著泉源之門落成，位於城牆的C形部分及39號與40號城門之間。第三軍用城門沒有土耳其語名稱，屬於拜占庭中期或後期的建築，其相應的外城出口在二十世紀早期已消失:64-66。

##### 勒佐卡拉布里亞之門
勒佐卡拉布里亞之門位於城樓50號與51號之間，因處於勒佐卡拉布里亞郊區而得名:71，又稱紅衣人之門，因447年時城門被一批身穿紅衣的希臘人維修過。

##### 聖羅馬努斯之門
聖羅馬努斯之門的名字取自附近的一所教堂，早期稱為第四軍用城門，位於城樓59號與60號之間，有一間警衛室。這道城門是繼黃金城門後最大的城門。在聖羅馬努斯之門與查瑞休斯之門之間有一段被稱為「中間城牆」的城牆，這是一段長約1250米的延伸城牆，被認為是狄奧多西城牆當中最脆弱的部分:91，這裡的地形向溪谷驟降，因而牆身低於對坡。穆罕默德二世曾在此處部署了炮兵，現今這一部分的城牆大多已毀壞。

##### 托卡比
土耳其語稱為托卡比，「大炮之門」，緊隨著聖羅馬努斯之門落成，位處65號與66號城樓之間。1453年圍城戰時有大炮對著這道城門，因而得名。這道城門在早期是「民用的聖羅馬努斯之門」:91。

##### 第五軍用城門
第五軍用城門位於萊庫斯河以北，77號與78號城門之間。土耳其語稱為「突擊之門」，因在1453年5月29日早上，鄂圖曼帝國軍在這裡成功突破防線:130。

##### 查瑞休斯之門

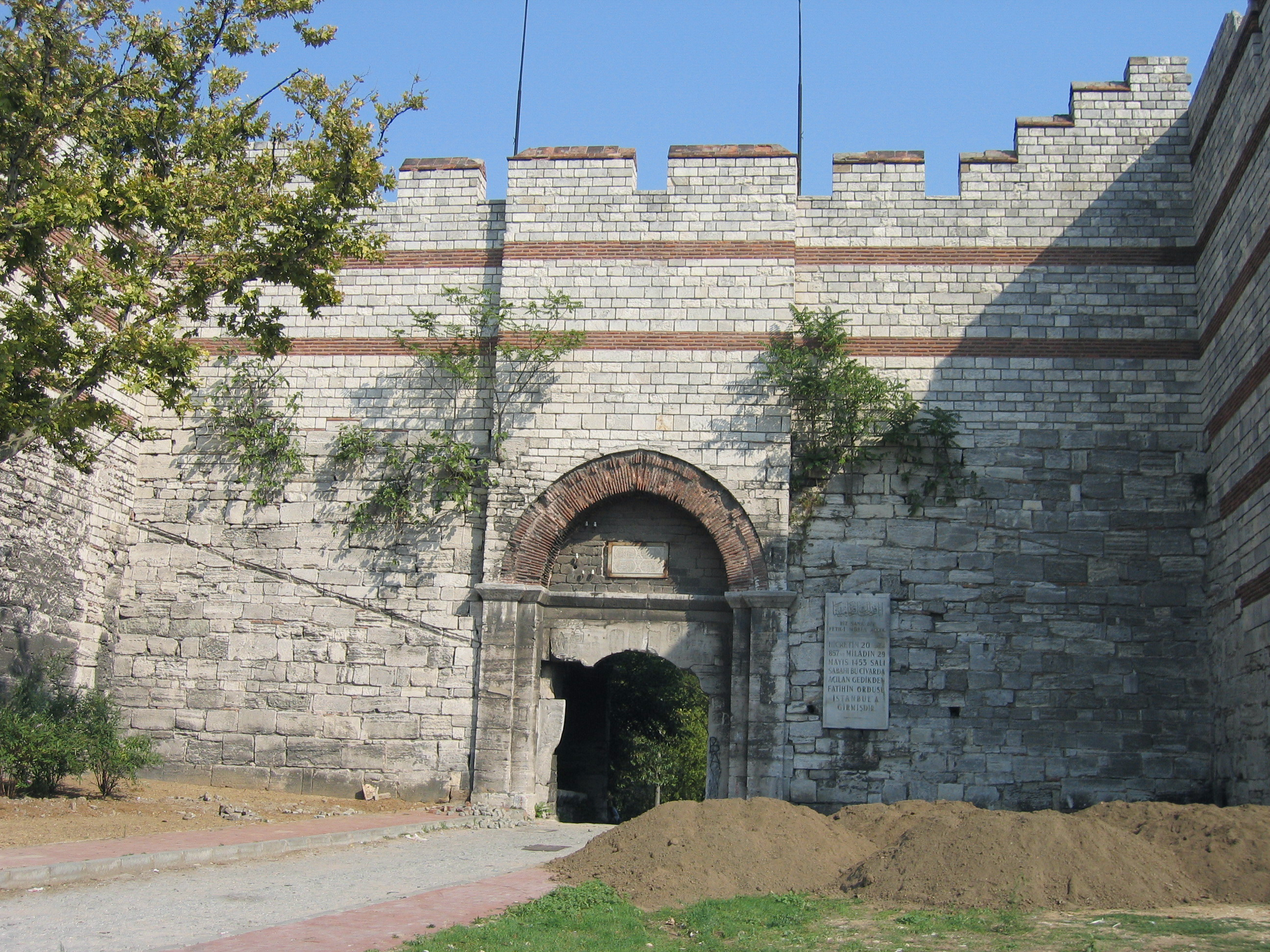
復原後的查瑞休斯之門

查瑞休斯之門可通往城外的墓地。1453年，最後一任拜占庭皇帝君士坦丁十一世在這裡建立了他的司令部。土耳其語為「亞德里亞堡之門」。在攻佔君士坦丁堡後，穆罕默德二世由此門進入:27。查瑞休斯之門位處舊城的最高點，為海拔77米。

##### 科克波塔
據歷史學家麥可·祖卡斯（Michael Doukas）所述，在1453年5月29日，一道稱為科克波塔的小門意外地沒有關閉，鄂圖曼帝國軍得以由這個缺口進城，又在城樓上插上旗幟，這標誌著守軍的潰敗及君士坦丁堡陷落:89-94、史蒂芬·朗西曼（Steven Runciman）:89,137等認為科克波塔是狄奧多西城牆最末端的一道城門，位於96號城樓及波菲羅根尼蒂斯宮之間:16。不過，現時沒有證據顯示該地區曾有城門，這可能是由第二軍用城門傳說衍生出來的故事，早期的學者認為第二軍用城門就是科克波塔:89-94。

#### 後期歷史
狄奧多西城牆為西方十字軍所帶來的印象可見於十三世紀由愛德華一世於威爾斯建造的加拿分城堡，城堡據說是模仿狄奧多西城牆而建:170-171。攻城火炮出現後，狄奧多西城牆的防禦工事變得脆弱，但其規模之巨大足以提供有效的防禦，這可見於1422年的君士坦丁堡圍城戰。1453年，在導致君士坦丁堡陷落的圍城戰裡，守軍在數量上遠遠不及對方，依然能夠依牆抵抗鄂圖曼帝國軍的進攻，擊退了幾次鄂圖曼帝國的攻勢，並持續維修城牆堅守了約兩個月。5月29日，守將喬瓦尼·朱斯蒂尼亞尼受傷撤退，令守軍恐慌，君士坦丁堡終被攻克。在攻取了君士坦丁堡後，穆罕默德二世下令修復城牆。在鄂圖曼帝國統治的第一個世紀裡，城牆的修復工作一直在進行。

#### 耶迪庫勒堡壘

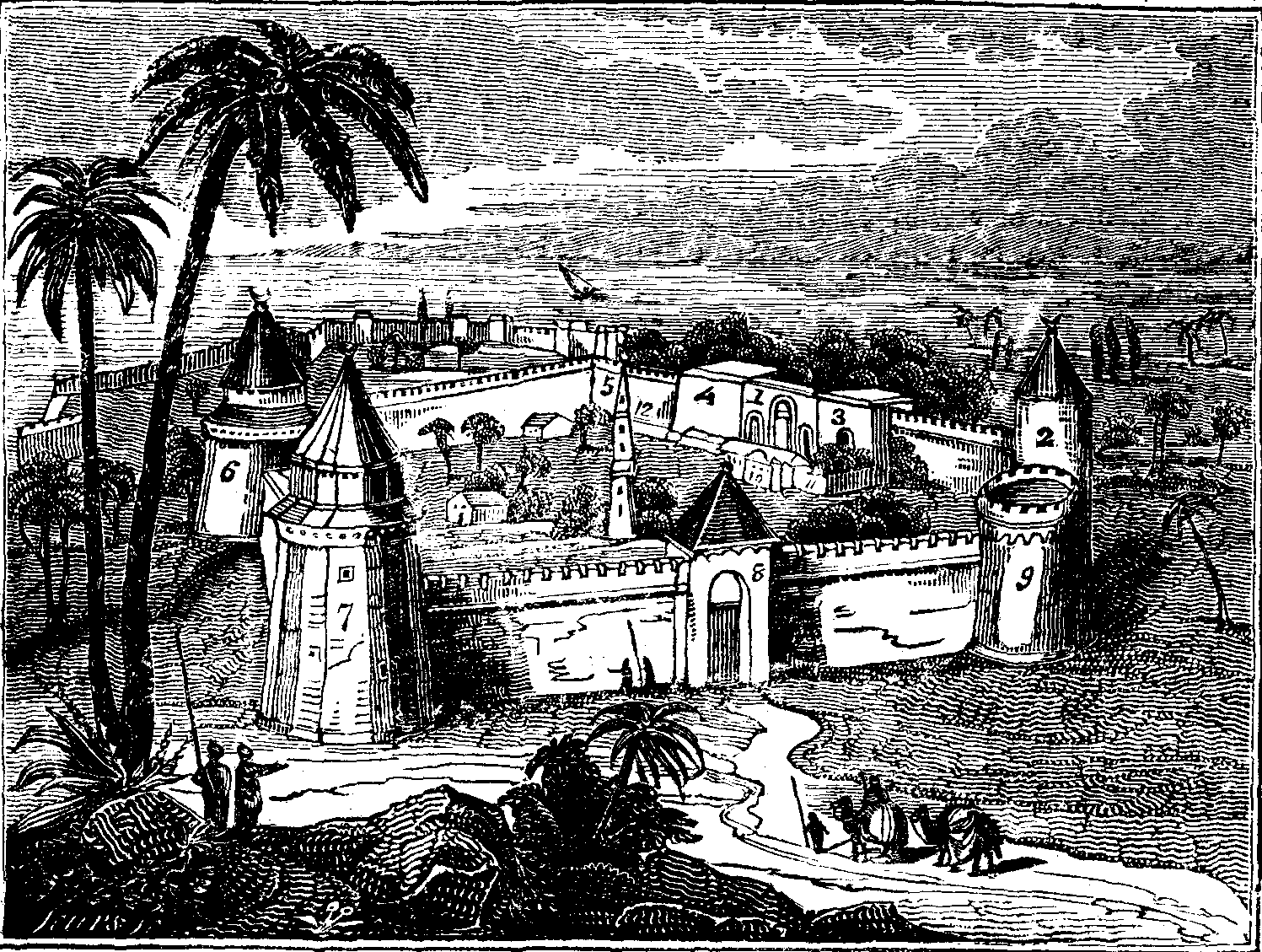
七塔之堡

1350年代早期，耶迪庫勒堡壘已聳立在黃金城門後，駐守在堡壘的是效忠於約翰六世的加泰羅尼亞人士兵:143,294。1354年，約翰六世遜位，堡壘的部分被約翰五世破壞:304。在1389至1390年，約翰五世重建並擴充了堡壘，並且將堡壘的護牆延伸至海牆:412。不久後，約翰五世的孫兒約翰七世發動政變，約翰五世逃到耶迪庫勒堡壘，在這裡堅守了幾個月。1391年，鄂圖曼帝國蘇丹巴耶塞特一世以刺瞎他的兒子曼努埃爾威脅約翰五世拆毀堡壘，曼努埃爾作為人質在鄂圖曼帝國，約翰五世無奈遵從:414-415。約翰八世有意重建堡壘，但受到穆拉德二世阻撓。
蘇丹穆罕默德二世攻克君士坦丁堡後，於1457年重建堡壘，包括其七座塔樓。在鄂圖曼帝國統治時期，耶迪庫勒堡壘作為寶庫及國家監獄。與鄂圖曼帝國交戰的國家使節通常也會被囚禁於堡壘。曾被囚禁在耶迪庫勒堡壘的還包括奧斯曼二世，他被土耳其新軍囚禁，並在1622年被處死。
在拿破崙戰爭時，耶迪庫勒堡壘關押了許多法國人，包括作家及外交官弗朗索瓦·普克維爾（Francois Pouqueville），他被扣押在耶迪庫勒堡壘超過兩年，
他的著作裡也描述了堡壘。

#### 布雷契耐城牆

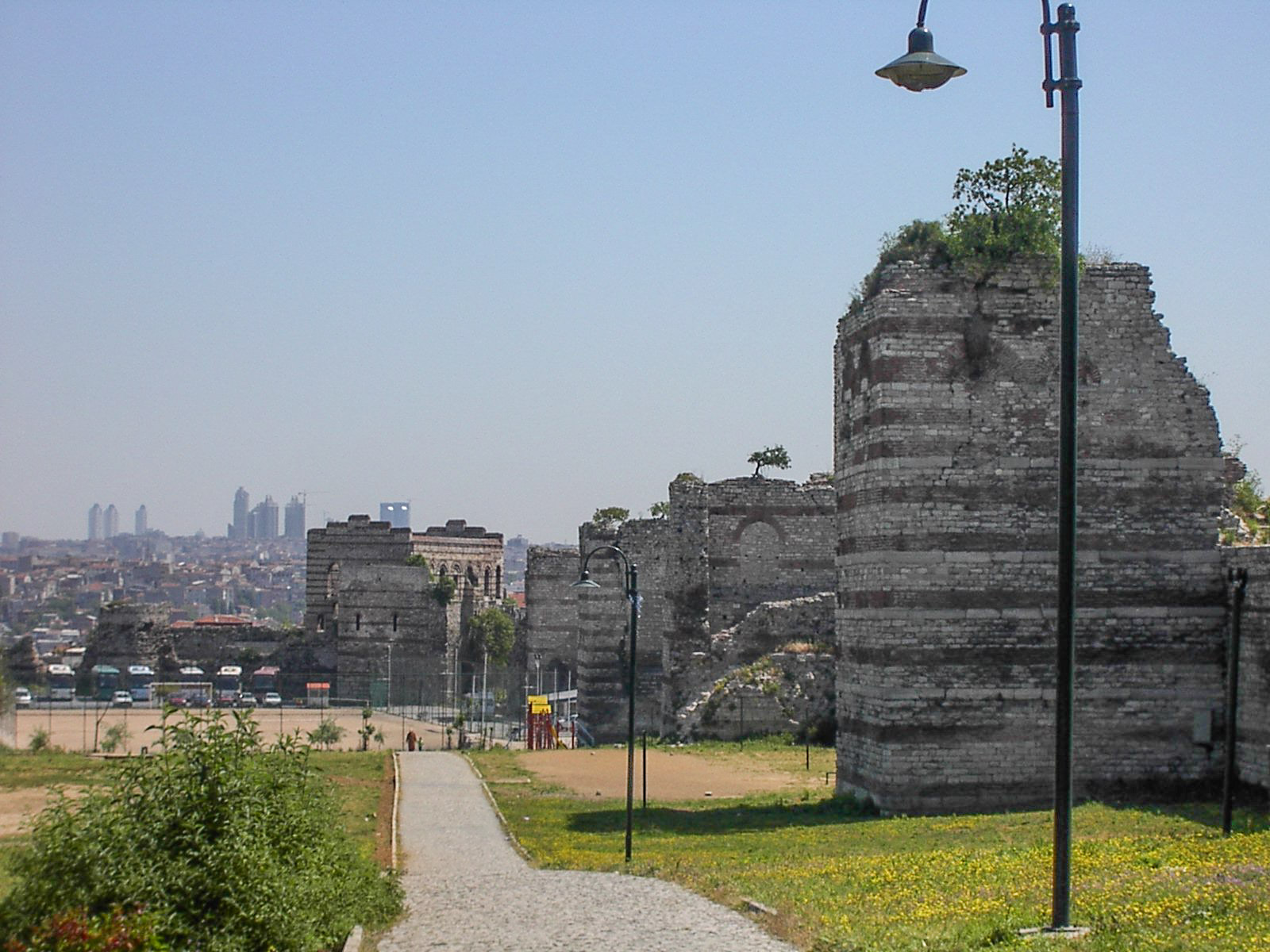
狄奧多西城牆與布雷契耐城牆連接的部分，背景是波菲羅根尼蒂斯宮，它們位於當今伊斯坦堡的市郊

在君士坦丁堡城市西北角，布雷契耐的市郊及其重要的教堂布雷契耐聖母教堂並不在狄奧多西城牆之內。為免這地區受到阿瓦爾人的圍攻波及，一道城牆在約627年建造，當時是由希拉克略統治。814年，利奧五世在希拉克略所建的城牆之前再造一道城牆以應付保加利亞人的侵襲:110。十二世紀，布雷契耐常作為皇室的住所，曼努埃爾一世在狄奧多西城牆末端建造城牆，以保護皇宮。這道城牆被後建的一道城牆將其與希拉克略的城牆連成一線。即使是這樣，布雷契耐的防禦仍弱於狄奧多西城牆，這裡是第四次十字軍東征十字軍貫穿及湧入城市的地方。
布雷契耐城牆由四道單層城牆組成，大致高12-15米，較狄奧多西城牆厚，城樓的間距也較短。布雷契耐城牆在斜坡上，除了金角灣方向城牆末段的低地外並沒有護城河，低地的護城河是約翰六世在位時挖掘的:89。布雷契耐城牆起於狄奧多西城牆末端，接連曼努埃爾一世城牆，接著是安格洛斯城牆及希拉克略城牆，其後接連金角灣的海牆，而利奧五世的城牆則在希拉克略城牆的前面。
曼努埃爾一世的城牆是建造出色的防禦工事，其總長是220米，具有九座城樓。在第二及第三座城樓之間有一道叫聖加利尼科斯的城門，在第六座城門之後則是「曲門」。曲門前方的道路因要規避墓地而改道，因而得名。該墓地恐怕是屬於先知穆罕默德其中一位同伴哈茲萊特·哈菲茲，他在阿拉伯人圍攻君士坦丁堡時逝世:30。
曼努埃爾一世城牆止於第三座城樓，而較新的城牆（十二世紀後期）在建築上較為拙劣，長約400米，具有四座方形的城樓及一道城門，該城門被稱為「銀湖」，位於第二及第三座城樓之間，城門如今已被用牆堵住，原本可通往布雷契內皇宮:31。最後這一段城牆毗鄰兩座建築物：約1188年建造的伊薩克二世之塔及七世紀的阿尼馬斯監獄，自阿歷克塞一世麾下的將軍麥可·阿尼馬斯（Michael Anemas）密謀反抗皇帝失敗被囚禁於此後便得此名。
希拉克略所建的城牆延伸100米直至海牆，具有三座六角形的城樓及布雷契耐城門，利奧五世的城牆在外，形成矩形堡壘。兩牆之間相距25米，利奧五世城牆的邊緣處有聖尼古拉之塔，原本由利奧五世興建，羅曼努斯一世將它重建。利奧五世城牆較薄，建造也較希拉克略城牆粗糙，具備四座小城樓及一道城門，該城門在布雷契耐城門的對面，現已塌毀。金角灣海牆建在離岸的一段距離外，因此在627年建造一道由陸牆末端至海岸的城牆。

#### 保養及復原
陸上城牆貫穿伊斯坦堡的心臟地帶，城牆兩側都是公共用地。一些向西出城的道路穿插在城牆之間。在1980年代，由於得到聯合國教育、科學及文化組織的財政支援，因而得以復原城牆，但復原項目被批評破壞了歷史證據、只集中復原外表、工程粗劣及用料不當:60。這可見於1999年的地震，復原部分受到地震破壞，而內裡原來的結構卻完好無損。城市污染及缺乏效用的復原使世界文化遺產基金會（World Monuments Fund）將它列入2008年全球100個瀕危古跡之一。

## 海牆
馬爾馬拉海及金角灣的海牆環繞著君士坦丁堡。拜占庭原本也有海上城牆，至今也可見其痕跡:22-24。海牆的建造時間也備受爭議。向海的城牆及主要的陸牆也是在君士坦丁一世時期建造的，然而，這些建築存在的第一個實證卻是439年的，當時的城市長官弗萊維烏斯·陶拉斯·塞琉古·賽勒斯受命維修城牆:152，這無疑與迦太基被汪達爾人攻克有關，這標誌著地中海出現了海上威脅:24。海上城牆在公元700年前也沒有特別被提及過它的存在:24-25。
在建築上，海牆與陸牆相似，但結構更為簡單，海牆是單層城牆，略矮於陸牆。位於海港處的城牆呈內環。接近金角灣海牆的敵人會被鏈子及柵欄阻擋，這些鏈子及柵欄由利奧三世所設，輔有遍佈港口的浮桶。鏈子的一端固定在錫爾凱吉的尤金塔，另一端則固定在加拉塔。

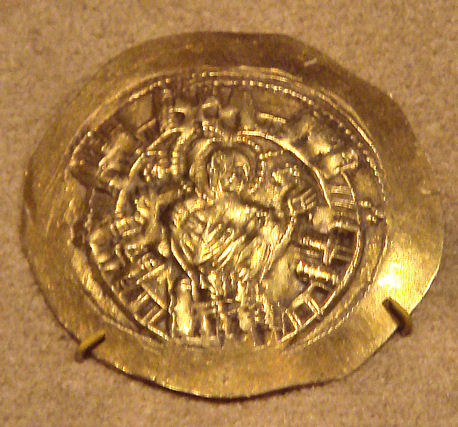
聖母瑪利亞在君士坦丁堡城牆當中升起。這是米海爾八世的金幣，紀念1261年重奪君士坦丁堡

在海牆存在的早期，君士坦丁堡面對的海上威脅較少，特別是在查士丁尼時代的戰爭結束後，地中海成為「羅馬時期的湖泊」。在查士丁尼時代，阿瓦爾人及薩珊王朝的圍城觸發了首次海上的交戰。在敍利亞及埃及的阿拉伯戰事後，一個新的海上威脅浮現，使繼後的皇帝開始重視海牆。八世紀早期，即提比略三世或阿納斯塔修斯二世統治時期，海牆被修復:25。後來，米海爾二世則開展一個大規模的重建工程，工程在狄奧菲洛時完成，該工程提升了海牆的高度:78。在第四次十字軍東征期間，海牆被證實是城市防禦的弱點，威尼斯人傾力攻打海牆。
1261年重奪君士坦丁堡後，米海爾八世特別注意海牆的強化及加高，因預料拉丁人會嘗試重新收復君士坦丁堡，海牆被加高兩米。十年後，面對查理一世入侵的威脅，拜占庭帝國再在原有的海牆後建造一道城牆。

### 馬爾馬拉海
除了碼頭及港口外，馬爾馬拉海海牆建在海岸線上，高12-15米，具有十道城門、三道小城門、188座城樓，總長度是8460米。部分海牆在1956至1957年建造肯尼迪大道時被破壞。

### 金角灣
金角灣海牆總長為5600米，起自聖德米德里海角，止於布雷契內，在布雷契內連接陸牆。雖然大部分海牆在1870年代因興建鐵路而被破壞，它的路徑及其城門的位置還可被準確辨認。金角灣海牆建在較為內陸的地區，離海岸40米，牆身高10米，具有十七道城門、110座城樓。

## 城防
在整個拜占庭帝國的歷史裡，城防軍的數目相當少，城市長官轄下的帝國守衛及警衛是唯一的固定武裝城防部隊。任何對城市所產生的威脅在還未接近城市時都是由地區的野戰軍隊應付。在急需時，如447年的地震或七世紀阿瓦爾人進襲，平民也會被徵召及武裝起來，或會從地區抽調軍隊過來。
在早年，帝國守衛由帝國禁衛軍（Excubitors）及皇家衛隊（Scholae Palatinae）組成，後來這支守衛只淪為檢閱部隊。在八世紀，皇帝面對軍區（Theme）軍隊屢發的叛亂、奉行不受歡迎的破壞偶像主義政策等問題，於是建立帝國軍旅以保障安全。帝國軍旅是帝國遠征軍的核心，往往也不會駐守君士坦丁堡，但其中兩支軍旅會長駐君士坦丁堡，戌衛在皇宮或其他地方，如荒廢的教堂。這些部隊的人數不多，大約數千人，但他們可與幾支分駐在首都附近、色雷斯及比提尼亞的軍隊互為犄角。
城防軍數量稀少是由於皇帝及平民也會對大隊永久駐軍感到不安，害怕發生軍事暴動，而且駐軍的軍費也會帶來財政壓力。另外，數目龐大的軍隊駐紮在城內是不必要的，因城牆已提供了固有的防衛能力。歷史學家約翰·哈頓寫道：「在城牆牢固及骨幹部隊守衛的情況下，城市在前火藥時期足以抵禦一支非常龐大的軍隊。」

## 君士坦丁堡周邊的防禦工事

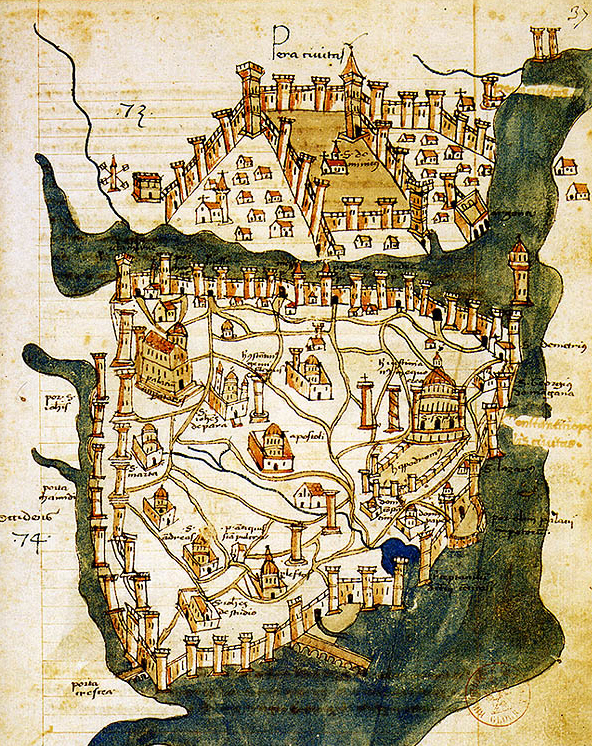
現存最古老的君士坦丁堡地圖，可追溯至1422年，金角灣北岸加拉塔及君士坦丁堡的防禦工事被突顯。城市西面狄奧多西城牆前的水溝也可見，還有博斯普魯斯海峽中央的女兒塔

君士坦丁堡附近的多個防禦工事在不同時期興建，可以說與城牆組成了綜合防禦系統。最早及最大的是56公里長的安納斯塔西亞牆（Anastasian Wall），建於五世紀中期，作為君士坦丁堡的外圍防禦，位於城市以西65公里。安納斯塔西亞牆厚3.3米，超過5米高，但其效用有限，在七世紀被棄置。後來，安納斯塔西亞牆的物料被用作建造當地的建築物，但多個部分仍存在。
在安納斯塔西亞牆與君士坦丁堡之間有一些城鎮及要塞，如希呂姆波里安、七里鋪（今巴克科伊，因距城牆七英里而得名）。安納斯塔西亞牆外的維齊及呂萊布爾加茲握守著北面的通道。這些都是通往君士坦丁堡的必經之路，在歷史上也是君士坦丁堡的外防地區，用作召集軍隊、抗擊敵人入侵，甚至拖延時間。在奧斯曼帝國最後的圍城戰裡，其中幾個城鎮在君士坦丁堡陷落後才投降。在小亞細亞，尼西亞、尼科米底亞等城市也仿傚這種做法。

### 加拉塔城牆

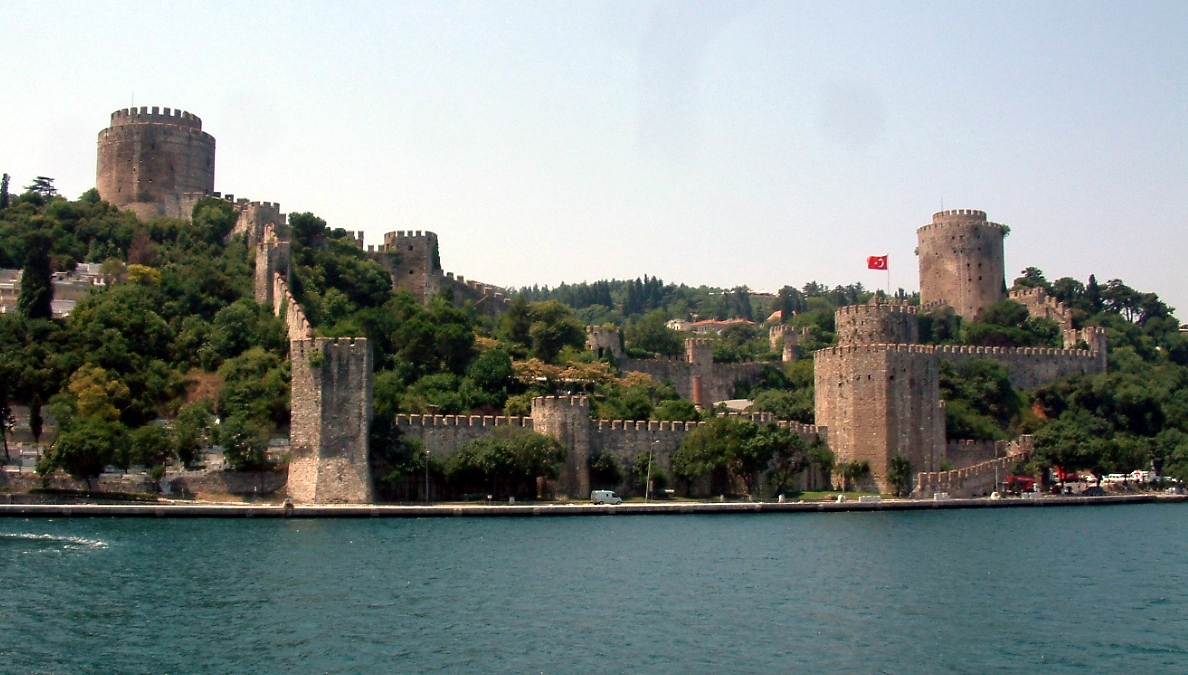
從博斯普魯斯海峽眺望東羅馬城堡

加拉塔地區在查士丁尼一世統治時加強防衛，但在七世紀以後，那裡只剩下用以防衛金角灣口的舊加拉塔大樓。1204年城市被掠後，加拉塔成為威尼斯人的住處，後來更成為熱那亞人的海外殖民地，不在拜占庭人的控制下。不顧拜占庭的反對，熱那亞人以護城河圍繞著他們的居所，並將房子與他們所建的城牆結合。加拉塔大樓及在北面的一道城牆建於1349年，並在1387年、1397年及1404年分別進行擴建，增加了城牆納入的範圍，由當今的阿扎卡比向北伸延至斯薩那，再到托普哈內及卡拉柯伊。在奧斯曼帝國征服了君士坦丁堡後，該城牆也一直存在至1870年代，大部分都因都市擴張也被破壞。如今僅有加拉塔大樓及一些殘餘的部分仍可見。

### 小亞細亞及東羅馬城堡
小亞細亞城堡及東羅馬城堡位於君士坦丁堡以北，博斯普魯斯海峽最狹窄的地方。這兩個城堡是由奧斯曼帝國興建，以控制重要的戰略水道，為強攻君士坦丁堡作準備。小亞細亞城堡（土耳其語是「安那托利亞城堡」）由巴耶塞特一世在1394年興建，城堡高25米，是一個五角形的暸望塔，四周有圍牆。東羅馬城堡則較大及較精巧，是穆罕默德二世於1452年花了四個月時間建造，由三大一小的塔樓構成，圍牆上有十三個崗樓，主塔樓上配備大炮，這城堡使奧斯曼帝國得以完全掌控博斯普魯斯海峽的船航通道，故城堡的原名是「海峽的裁剪者」。君士坦丁堡被征服後，東羅馬城堡遂作為關稅檢查站及監獄，囚禁敵對國的大使。東羅馬城堡曾在1509年的地震裡受損，經修復後一直沿用到十九世紀末。

## 延伸阅读
- Asutay-Effenberger, Neslihan, , Walter de Gruyter, 2007, ISBN 978-3-11-019645-0
- Bardill, Jonathan, , Oxford University Press, 2004  [2020-01-27], ISBN 978-0-19-925522-1, （原始内容存档于2016-06-18）
- Bartusis, Mark C., , University of Pennsylvania Press, 1997, ISBN 978-0-8122-1620-2
- halal, holidays, , Encyclopaedia of the Hellenic World, Constantinople, 2017-10-01  [2009-09-26], （原始内容存档于2020-11-08）
- Bury, John Bagnell, , Macmillan & Co., Ltd., 1923  [2020-01-27], （原始内容存档于2023-03-09）
- Cameron, Averil; Garnsey, Peter (编), , Cambridge University Press, 1998, ISBN 978-0-521-30200-5
- Choniates, Niketas, , 由Magoulias, Harry J.翻译, Wayne State University Press, 1984, ISBN 978-0-8143-1764-8
- Crow, James, , Lavan, Luke; Zanini, Enrico; Sarantis, Alexander  (编), , BRILL: 251–285, 2007, ISBN 978-90-04-16549-6
- Guilland, Rodolphe, , Berlin: Akademie-Verlag, 1969 （法语）
- Haldon, John F., , Mango, Cyril; Dagron, Gilbert  (编), , Variorum: 143–155, 1995  [2021-01-15], （原始内容存档于2009-08-26）
- Janin, Raymond, , Paris, 1964 （法语）
- Kantakouzenos, John, Barthold, John , 编, , Bonn, 1831  [2020-01-27], （原始内容存档于2017-04-11）
- Kazhdan, Alexander (编), , Oxford University Press, 1991, ISBN 978-0-19-504652-6
- Krischen, Fritz, , Berlin: W. de Gruyter & Co., 1938 （德语）
- Lampada, Despina, , Encyclopaedia of the Hellenic World, Constantinople, 2008-06-30  [2010-02-25], （原始内容存档于2018-10-04）
- Magdalino, Paul,  (PDF), Dumbarton Oaks Papers (Dumbarton Oaks), 2000, 54: 209–226  [2009-12-05], JSTOR 1291838, doi:10.2307/1291838, （原始内容 (PDF)存档于2010-06-13）
- Majeska, George P., , Dumbarton Oaks, 1984, ISBN 978-0-88402-101-8
- Mango, Cyril, , Paris, 1985 （法语）
- Mango, Cyril,  (PDF), Dumbarton Oaks Papers (Dumbarton Oaks), 2000, 54: 173–188  [2008-07-16], JSTOR 1291838, doi:10.2307/1291838, （原始内容 (PDF)存档于2010-06-13）
- Mango, Cyril, , Necipoğlu, Nevra  (编), , Istanbul: BRILL: 19–28, 2001, ISBN 90-04-11625-7
- Meyer-Plath, Bruno; Schneider, Alfons Maria, , Berlin: W. de Gruyter & Co., 1943 （德语）
- van Millingen, Alexander, , London: John Murray Ed., 1899
- Nicol, Donald M., , Cambridge University Press, 1992, ISBN 0-521-46717-9
- Philippides, Marios; Hanak, Walter K., , Ashgate Publishing, Ltd., 2011, ISBN 978-1-4094-1064-5
- Runciman, Steven, , Cambridge University Press, 1990, ISBN 978-0-521-39832-9
- Sumner-Boyd, Hilary; Freely, John, , Tauris Parke Paperbacks, 2010, ISBN 978-1-84885-154-2
- Talbot, Alice-Mary, , Dumbarton Oaks Papers (Dumbarton Oaks), 1993, 47: 243–261, JSTOR 1291680, doi:10.2307/1291680
- Tsangadas, Byron, , Columbia University Press, 1980, ISBN 978-0-914710-65-3
- Turnbull, Stephen, , Osprey Publishing, 2004, ISBN 1-84176-759-X
- Weitzmann, Kurt, ed., Age of spirituality: late antique and early Christian art, third to seventh century（页面存档备份，存于）, no. 335, 1979, Metropolitan Museum of Art, New York, ISBN 9780870991790

## 外部連結
- 拜占庭1200－狄奧多西城牆
- 拜占庭1200－海牆（页面存档备份，存于）
- 拜占庭1200－黃金城門（页面存档备份，存于）
- 世界文化遺產基金會2008年的名單
- 耶迪庫勒堡壘博物館網址
- 耶迪庫勒堡壘
- 關於城牆的文章（页面存档备份，存于）
- 狄奧多西城牆的各部份（页面存档备份，存于）
- 陸牆路徑圖（页面存档备份，存于）